# Tőke Péter Miklós
Tőke Péter Miklós (Győr, 1945. augusztus 3. – Győr, 2017. november 5.) magyar író, festőművész, tanár.

## Élete
Szülővárosában a Liszt Ferenc utcai Általános Fiúiskola után a Révai Miklós Gimnáziumban érettségizett 1963-ban. Három évig fizikai munkásként dolgozott a győri Magyar Vagon- és Gépgyárban. 1970-ben a Pécsi Tanárképző Főiskola matematika–rajz szakán szerzett tanári diplomát.
A főiskola elvégzése után a győri Centrum Áruház grafikusa, majd a Művelt Nép Könyvterjesztő Vállalat dekoratőre lett. 1981-től 1992-ig szabadfoglalkozású író, a Művészeti Alap Irodalmi Szakosztályának a tagja, majd – a rendszerváltozást követően – tizennégy éven át tanárként dolgozott a győri Prohászka Ottokár Orsolyita Közoktatási Központban, ahol szerkesztője volt a Mustármag c. iskolaújságnak; 2007 augusztusában nyugállományba vonult.

## Munkássága
Az irodalomhoz és a képzőművészethez is kötődik. Rajzaival, festményeivel szerepelt megyei tárlatokon, és több önálló kiállítása volt. Legjelentősebbek ezek közül a Győri Műcsarnokban, 1975-ben, és a burgenlandi Rusztban, 1990-ben rendezettek. Rendszeresen részt vett a Győr-(Moson)-Sopron megyei Irodalmi és Képzőművészeti pályázatokon, ahol több alkalommal nyert díjat. 1975-ben az Így élünk pályázat I. díját ítélték neki.
A Móra Ferenc Könyvkiadótól 1987-ben Nívó-díjat kapott a Veszedelem az ősvilágból című regényéért.
Elsősorban ifjúsági és tudományos-fantasztikus regényeket ír. A könyvei kezdetben Tőke Péter név alatt jelentek meg, többnyire saját illusztrációkkal.
A „Peter Stock” álnéven írt könyveit a felnőtt olvasóknak szánta.

## Művei
- A robot és a madár (Móra Könyvkiadó, 1974)
- Hanyistók (Móra Könyvkiadó, 1979; magánkiadás, 1984)
- A nyevigák (Móra Könyvkiadó, 1982, 2. kiadás: Fapadoskonyv.hu, Budapest, 2012)
- Óriásvilág (Móra Könyvkiadó, 1985, 2. kiadás: Fapadoskonyv.hu, Budapest, 2012)
- Veszedelem az ősvilágból (Móra Könyvkiadó, 1986, 2. kiadás: Fapadoskonyv.hu, Budapest, 2012)
- A szerencsés aranyász (Móra Könyvkiadó, 1987)
- Veszélyes idősík (VEGA Magyar Sci-fi Egyesület, 1988, 2. kiadás: Fapadoskonyv.hu, Budapest, 2012)
- Veszélyes szafári (Móra Könyvkiadó, 1988; 2. kiadás: Fapadoskonyv.hu, Budapest, 2012)
- Afrikai nyomozás. Regény; (Móra Könyvkiadó, 1989, 2. kiadás: Fapadoskonyv.hu, Budapest, 2012)
- Csimpánz Csabi (magánkiadás, 1989)
- A kocka hatalma (Móra Könyvkiadó, 1990, 2. kiadás: Fapadoskonyv.hu, Budapest, 2012)
- Télapóka puttonya (Rivalda, 1990)
- Téli-móka. verses kifestő (Rivalda, 1990)
- Tündi és a bocsok (magánkiadás, 1991)
- Hany Istók, a láp fia. Mondaregény; (Mezőgazda kiadó, Fertő-Hanság Nemzeti Park, 1999, 2. kiadás: Fapadoskonyv.hu, Budapest, 2012)
- Az istenek hegye. Fantasztikus regény; (Fapadoskonyv.hu, Budapest, 2012, 2. kiadás: Metropolis Media kiadó Galaktika XL331-332, 2017)
- Az aranyhajó és más régi cégérek. Győri cégek 1727 és 1947 között; (Palatia, Győr, 2015)

### Peter Stock néven
- Az álruhás ördög (Népszava Kiadó, 1990, 2. kiadás: Fapadoskonyv.hu, Budapest, 2012)
- A marhakirály (Népszava Kiadó, 1990, 2. kiadás: Fapadoskonyv.hu, Budapest, 2012)
- A hiéna (Editorg Kiadó, 1990, 2. kiadás: Fapadoskonyv.hu, Budapest, 2012)
- Vadnyugati kiskirály; (Fapadoskonyv.hu, Budapest, 2012)
- Az Orrszarvú-asszony; (Fapadoskonyv.hu, Budapest, 2012)
- A fütyülő halál; (Fapadoskonyv.hu, Budapest, 2012)

### További kisepikák
- Az aranytömb és a sziklatömb (mese) (Kisalföld (napilap); Kincskereső, 1975/2.; Irodalmi szöveggyűjtemény erkölcsi nevelő-oktató kísérlethez, 140-141. oldal, 1979)
- Idegen srác (Az idő hídján – A mai magyar SF tükre,  N&N Könyvkiadó, 157-194. oldal, 2000)

### Színdarabok
- A Hany Istók színdarab bemutatója 1993. január 22-én volt Győrben.
- A robot és a madár fantasztikus mese (1977) újraírt változata 2000-ben készült el.[3]

### Képregény
- A Hany Istók, a láp fia című regénye alapján készült képregény 2012-ben a Füles évkönyvben jelent meg 24 oldalon. A rajzokat Topálovits Pál készítette. 2017-ben különálló kiadványként is megjelent. "

## Díjai
- A Móra Ferenc Könyvkiadó Nívó-díja a Veszedelem az ősvilágból c. regényért (1987)
- Győr város Péterfy-díja (2004) kimagasló pedagógiai munkásságáért (2004)
- Győr város Aranyhajó-díja (2005)
- Győr város PRO URBE GYŐR díja (2014)

## Kapcsolódó szócikk
- Delfin könyvek